# Epilobium brevipes
Epilobium brevipes là một loài thực vật có hoa trong họ Anh thảo chiều. Loài này được Hook.f. mô tả khoa học đầu tiên năm 1855.